# الذخیره
الذخیره یک منطقهٔ مسکونی در قطر است که در شهرداری الخور واقع شده‌است. الذخیره ۲۳٫۷ کیلومتر مربع مساحت و ۱۳٬۵۱۱ نفر جمعیت دارد و ۵ متر بالاتر از سطح دریا واقع شده‌است.